# أمير هاشمي
أمير هاشمي (3 يونيو 1966 في إيران - ) (بالفارسية: امیر هاشمی) هو مدرب كرة قدم ولاعب كرة قدم مملكة هولندا وإيراني في مركز الهجوم. شارك مع منتخب إيران لكرة القدم. أما مع النوادي، فقد لعب مع نادي استقلال طهران ونادي توركي يونايتد ونادي فاساس ونادي نيروي زميني وDe Treffers ‏ وسان فرانسيسكو باي بلاكهوكس ‏.

## وصلات خارجية
- أمير هاشمي على موقع قاعدة بيانات كرة القدم.إي يو (الإنجليزية)
- أمير هاشمي على موقع ناشيونال فوتبول تيمز (الإنجليزية)